# Catedral Lakes
O Catedral Lakes são dois lagos localizados no Parque Nacional de Yosemite, no condado de Mariposa, na Califórnia. Os lagos situam-se a 1,6 km a sudoeste do pico da Catedral e 3,2 km a lés-nordeste do lago Tenaya. O lago inferior está a 2 831 metros de atitude, enquanto o lago superior se encontra a 2 922 metros de atitude. A trilha John Muir fica perto.